# Barkakana
Barkakana là một census town ở quận Hazaribag ở bang Jharkhand, Ấn Độ.

## Cơ cấu dân số
Theo cuộc điều tra dân số năm 2001 ở Ấn Độ,India Barkakana có dân số 16871 người. Nam giới chiếm 54% và nữ giới chiếm 46% dân số. Barkakana có tỷ lệ biết chữ bình quân 68%, cao hơn mức trung bình quốc gia 59,5%; với 60% đàn ông và 40% phụ nữ biết chữ. 13% dân số dưới 6 tuổi.